# Kelvin Etuhu
Kelvin Peter Etuhu (* 30. Mai 1988 in Kano) ist ein nigerianischer ehemaliger Fußballspieler.

## Karriere
Etuhu begann seine Laufbahn in der Nachwuchsakademie von Manchester City und erhielt im November 2005 seinen ersten Profivertrag. 2005/05 erreichte er mit dem Jugendteam das Finale des FA Youth Cups, nachdem er im Halbfinale gegen den Erzrivalen Manchester United das entscheidende Tor erzielt hatte. Im Finale musste man sich allerdings dem Nachwuchs des FC Liverpool mit 2:3 geschlagen geben.
Um Spielpraxis im Profibereich zu sammeln, wurde er im Januar 2007 an Viertligisten AFC Rochdale verliehen. In seinem ersten Pflichtspiel im Seniorenbereich gegen die Wycombe Wanderers erzielte er als Einwechselspieler in der 80. Minute den Treffer zum 1:1-Endstand. Etuhu stand in den folgenden drei Spielen in der Startaufstellung und erzielte bei einem 5:0-Sieg gegen die Milton Keynes Dons ein weiteres Tor, bevor er zur Behandlung einer im Spiel gegen den FC Walsall erlittenen schweren Knieverletzung zu Manchester City zurückkehrte.
Nach der Sommerpause wurde er der 24. Akademiespieler von Manchester City, der es zu Pflichtspieleinsätzen in der Profimannschaft brachte. Bei seinem Debüt am 25. September 2007 beim Ligapokalspiel gegen Norwich City gab der kraftvolle und schnelle rechte Flügelspieler in der 90. Minute die Vorlage zum entscheidenden 1:0-Siegtreffer von Georgios Samaras. In der Folge kam er vereinzelt zu Kurzeinsätzen in der Premier League, für Aufsehen sorgte insbesondere seine herausragende Leistung beim 4:2-Heimerfolg gegen die Bolton Wanderers, als er zur zweiten Halbzeit eingewechselt wurde und mit einem Tor und einer Torvorlage maßgeblich zum 4:2-Erfolg beitrug. Im März 2008 wurde er von Trainer Ian Holloway auf Leihbasis zum abstiegsgefährdeten Zweitligisten Leicester City geholt. Dort gelang es ihm allerdings nicht sich durchzusetzen und er kam bis Saisonende nur zu vier Einsätzen, Leicester verpasste währenddessen knapp den Klassenerhalt.
In der Saison 2008/09 gehörte Etuhu in den ersten Wochen im UEFA-Pokal und der Premier League noch regelmäßig zum Aufgebot, Einsätze wurden in der Folgezeit aber rar. Im April 2009 stand er bei der 1:3-Heimniederlage gegen den FC Fulham überraschend in der Startelf und traf dabei auf seinen sechs Jahre älteren Bruder Dickson Etuhu, Stammspieler im Mittelfeld bei Fulham. Nach der Übernahme des Klubs im September 2008 durch Mansour bin Zayed Al Nahyan wurde die Mannschaft im Sommer 2009 für über 100 Millionen Pfund verstärkt und unter anderem Emmanuel Adebayor, Carlos Tévez und Roque Santa Cruz verpflichtet, wodurch Etuhus Einsatzchancen weiter sanken. Er wurde daher am 22. August 2009 für ein Jahr auf Leihbasis an Cardiff City in die zweite Liga abgegeben.
Wiederkehrende Verletzungsprobleme sorgten dafür, dass er sich beim Waliser Aufstiegskandidaten nicht etablieren konnte und nur bei sieben seiner 16 Ligaeinsätze in der Startaufstellung stand und zeitweise zur Behandlung in Manchester weilte. Am Saisonende erreichte Cardiff die Aufstiegs-Play-offs. Im Finale vor 82.000 Zuschauern im Wembley-Stadion kam Etuhu nach einer Viertelstunde für den verletzten Stürmer Jay Bothroyd aufs Feld, Cardiff verlor gegen den FC Blackpool aber trotz zweimaliger Führung mit 2:3 und verpasste dadurch den Aufstieg.
Im Februar 2010 wurde Etuhu von der Polizei verhaftet, nachdem bei einer Schlägerei im „Manchester 235 Casino“ drei Personen verletzt wurden. Er wurde wegen Körperverletzung angeklagt und im März 2011 zu einer achtmonatigen Haftstrafe verurteilt. Er hatte zuvor zugegeben einen Mann niedergeschlagen und auf den am Boden liegenden dreimal eingetreten zu haben. Zuvor war bereits am Jahresanfang sein Vertrag mit Manchester City aufgelöst worden, bei denen er in der Saison 2010/11 nicht zum Premier-League-Kader zählte und von denen er ein neues Vertragsangebot abgelehnt hatte.
Nachdem Etuhu seine Haftstrafe abgesessen hatte, trainierte ab November 2011 beim FC Portsmouth mit, bis ihm am 19. Januar 2012 ein Vertragsangebot bis zum Saisonende gemacht wurde, welches er annahm. Sein Ligadebüt gab er zwei Tage später bei der 2:3-Niederlage gegen Cardiff City, jedoch führte er eine Woche später „Pompey“ zu einem 3:0-Sieg gegen Peterborough United. Nach einer Oberschenkelverletzung erzielte er am 20. März beim 4:1-Sieg über Birmingham City sein erstes Tor. Aufgrund der schlechten sportlichen und finanziellen Situation des Vereins war nicht klar, ob Etuhu den Verein verlässt oder nicht.
Am 8. Juni 2012 unterschrieb er einen Einjahresvertrag beim FC Barnsley. Barnsleys Trainer Keith Hill versuchte schon in der Winterpause 2011/12 Etuhu nach Barnsley zu bekommen, doch damals entschied er sich für den FC Portsmouth. Nachdem er in 46 Spielen in zwei Jahren für Barnsely zum Einsatz kam, wechselte er im Sommer 2014 zum FC Bury.

## Sonstiges
Bisher absolvierte Etuhu keine A-Länderspiele, er hat die Möglichkeit für England oder Nigeria zu spielen. Im Mai 2009 erklärte er, im Falle einer Nominierung für Nigeria spielen zu wollen.